# Stenogyne haliakalae
Stenogyne haliakalae là một loài thực vật có hoa trong họ Hoa môi. Loài này được Wawra miêu tả khoa học đầu tiên năm 1872.